# Изнанка города
«Изнанка города» (англ. Wrong Side of Town, 2010) — фильм режиссёра Дэвида ДеФалко.

## Сюжет
В целях самообороны от рук бывшего «морского котика» — Бобби погибает брат местного криминального босса. Босс объявляет награду в 100 000 американских долларов за поимку «убийцы». Головорезам не удаётся поймать Бобби, тогда криминальный авторитет Сэт Бардос решается на похищение его дочери.

## В ролях
- Роб Ван Дам — Бобби Калиновский
- Дэйв Батиста — большой Ронни
- Лара Грайс — Дэун Калиновский
- Эдрик Брауни — Клэй
- Ава Сантана — Элис
- Сторми Дэниэлс — Сторми
- Рэндал Ридер — Трабл
- Джерри Кац — Сэт
- Луис Хертхэм — Бриггс
- Брук Фрост — Брианна
- Джа Рул — Рэйзор
- Нельсон Фрэзиер младший — животное
- Дэвид ДеФалко — Демон
- Омарион — Стэш
- Карстен Лоренц — водитель такси

## Съёмочная группа
- Режиссёр: Дэвид ДеФалко (David DeFalco)
- Сценарий: Дэвид ДеФалко (David DeFalco)
- Продюсеры: Карстен Лоренц (Carsten Lorenz), Джейсон Хьюитт (Jason Hewitt), Дэвид ДеФалко (David DeFalco)
- Оператор: Том Лембке (Tom Lembcke)
- Композитор: Джеймс Кауфман (James Kaufman)
- Монтаж: Эндрю Дразек (Andrew Drazek), Эзра Голд (Ezra Gold), Дональд Рэй Вашингтон (Donald Ray Washington)
- Подбор актёров: Лиза-Мари Дюпри (Lisa Marie Dupree)
- Художник-постановщик: Джереми Вулси (Jeremy Woolsey)
- Художник по костюмам: Сьюзан Эм. Би. Чамблисс (Suzanne M.B. Chambliss)

## Производство
- Grindstone Entertainment Group
- Film Vernuegen
- Films in Motion